# Spie. Radici di un paradigma indiziario
Spie. Radici di un paradigma indiziario è un saggio scritto da Carlo Ginzburg, pubblicato per la prima volta nel 1979 all'interno della raccolta Crisi della ragione. Nuovi modelli nel rapporto tra sapere e attività umane (a cura di Aldo Gargani) e ripubblicato dall'autore nel volume Miti emblemi spie. Morfologia e storia nel 1986.
Il paradigma indiziario indica un modo di conoscenza della realtà fondato su “un metodo interpretativo imperniato sugli scarti, sui dati marginali, considerati come rivelatori. Considerati di solito senza importanza, o addirittura triviali, 'bassi', essi forniscono la chiave per accedere ai prodotti più elevati dello spirito umano”. Su tale metodo, dotato di "uno stato scientifico debole" ma adatto all'analisi di dati qualitativi, si basano le scienze umane.

## I modelli analitici di Morelli, Holmes e Freud
Nella prima parte del saggio, l'autore analizza il rapporto tra il metodo elaborato da Giovanni Morelli per l'attribuzione delle opere d'arte, il metodo investigativo utilizzato da Sherlock Holmes nei racconti di Arthur Conan Doyle e la ricerca psicoanalitica di Sigmund Freud. 

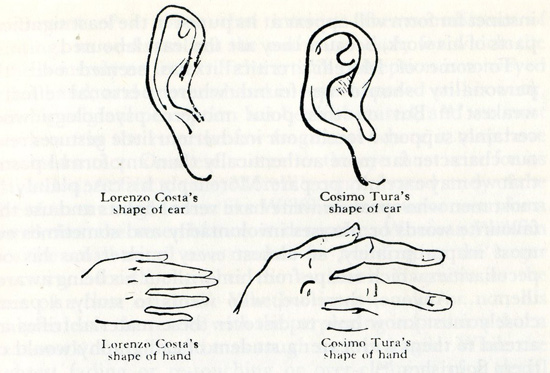
Le orecchie e le mani disegnate negli scritti di Morelli

Il cosiddetto "metodo morelliano", descritto in una serie di scritti pubblicati tra il 1874 e il 1876, proponeva di distinguere un dipinto originale dalle sue copie attraverso l'analisi di particolari solitamente considerati insignificanti (ad esempio la forma delle orecchie o le dita delle mani) piuttosto che dei caratteri più appariscenti (come gli occhi e la bocca), più facilmente imitabili da altri artisti perché maggiormente legati alla scuola di cui il pittore faceva parte. Attraverso questo approccio Morelli riuscì a produrre un numero cospicuo di nuove attribuzioni nei principali musei d'Europa, sebbene in seguito il metodo divenne oggetto di numerose critiche in quanto considerato eccessivamente  meccanico e cadde quindi in discredito. Un rinnovato interesse per il lavoro di Morelli fu merito dello storico dell'arte Edgar Wind, che vide negli scritti dell'autore un esempio tipico dell'atteggiamento moderno nei confronti dell'opera d'arte, focalizzato più sui particolari che sulle opere nel loro insieme:
Ginzburg collega poi il metodo di Morelli ad altre due figure, Sherlock Holmes e Sigmund Freud, i cui metodi analitici si concentrano ugualmente sulla presenza di "tracce": i segni pittorici per il primo, gli indizi per il secondo e i sintomi per il terzo. Ginzburg sottolinea come lo storico dell'arte italiano Enrico Castelnuovo avesse già accostato il metodo indiziario introdotto da Morelli a quello che negli stessi anni veniva attribuito a Holmes.
Un legame diretto tra il metodo morelliano e quello psicoanalitico è indicato nel  saggio "Il Mosè di Michelangelo", in cui Freud segnala la considerevole influenza intellettuale esercitata da Morelli in una fase precedente allo sviluppo della psicoanalisi:
Il legame stabilito tra queste tre figure è infine giustificato da Ginzburg sulla base della comune formazione medica di Morelli, Doyle e Freud e in particolare alla vicinanza tra l'approccio adottato da ciascuno di loro e il "modello della semeiotica medica, ovvero la disciplina che permette di diagnosticare le malattie inaccessibili all'osservazione diretta sulla base di sintomi superficiali, talvolta irrilevanti agli occhi dei profano - il dottor Watson, per esempio" .

## Radici storiche
Nella seconda parte del saggio Ginzburg compie un ampio excursus storico, ritornando indietro di millenni fino ad un’antica fiaba nella quale tre fratelli, che posseggono incredibili abilità venatorie, descrivono alla perfezione un animale pur non avendolo mai visto. Il paradigma indiziario viene quindi messo in relazione con le pratiche divinatorie dell’antica Mesopotamia, le quali a loro volta contengono forti elementi di fisiognomica e semeiotica medica, che si basavano appunto sull'osservazione diretta di elementi anatomici animali allo scopo di veggenza. Secondo l'autore, alla base di tutte queste pratiche vi è ancora il primitivo gesto del cacciatore chino a scrutare le orme nel fango.
Ginzburg sposta poi la sua attenzione all'epoca di Galileo Galilei, tra il XVI e il XVII secolo, durante la quale proprio le discipline indiziarie come la medicina mostrano di non poter vantare lo status di scientificità ricercato dalla moderna scienza galileiana. Con l’introduzione di quest’ultima si dovettero infatti distinguere le discipline scientifiche da quelle dedicate allo studio dei fatti umani, nell'ambito delle quali la medicina occupa un posto speciale, a metà strada tra un sapere indiziario puro e la codificazione propria di un sapere scientifico e quindi ripetibile. Il punto è che ogni fenomeno medico (ogni malattia) pur presentando i medesimi sintomi, diverge da individuo a individuo, rendendo impossibile quella replicabilità assoluta dei fenomeni presi a oggetto dalle discipline scientifiche.
Ginzburg analizza poi la figura del medico Giulio Mancini, un contemporaneo di Galileo annoverato per le sue grandi capacità diagnostiche. La passione di Mancini per l'arte lo spinse a proporre un metodo di riconoscimento delle opere originali e distinzione dalle copie di quest’ultime: il suo metodo era basato sull'osservazione delle parti del quadro realizzate “più rapidamente” (quindi con maggiore "franchezza"), come piccoli dettagli del corpo e delle fantasie che facevano da contorno all'evento raffigurato nell'opera. La somiglianza tra il metodo di Mancini e quello adottato da Morelli è evidente.
A conclusione di questa sezione del suo saggio, Ginzburg infine inoltre come il paradigma indiziario venne utilizzato da Voltaire nel suo romanzo Zadig, a cui si ispirarno Edgar Allan Poe, Émile Gaboriau e Arthur Conan Doyle nei loro seminali racconti polizieschi.

## Riflessioni sul paradigma
Nella terza sezione del saggio Ginzburg collega il lavoro di Morelli alla nozione stessa di individualità e all’esigenza della società moderna di distinguere gli individui che la compongono. Accertare l’identità degli uomini consente ai poteri statali di esercitare maggiore controllo in primis per combattere la criminalità, ma anche per facilitare questioni pratiche e burocratiche. Il nome, la descrizione dei tratti somatici e dei segni particolari all'interno dei registri non bastavano ad assicurare l’individuazione del soggetto, né il metodo antropometrico elaborato da Alphonse Bertillon nel 1897 sembrava soddisfare a pieno le esigenze di carattere giuridico. A tale metodo, consistente in minuziose misurazioni corporee che permettevano di individuare le identità scartando quelle che non rientravano nei parametri suggeriti fu affiancata per una maggiore precisione, la pratica del "ritratto parlato", cioè la descrizione verbale analitica delle parti distintive del volto.
Fu Francis Galton a introdurre, a partire dal 1888, un metodo più semplice ed efficace basato sulle impronte digitali. Galton si rifece agli studi scientifici di Jan Evangelista Purkyně, il quale in Commentatio de examine physiologico organi visus et systematis cutanei affermò l’impossibilità dell’esistenza di due individui con le stesse impronte digitali. Le impronte digitali erano considerate marchio di individualità anche in Asia. In particolare in Cina e in Bengala era diffusa già da tempo la pratica, di carattere divinatorio, di imprimere su lettere e documenti il polpastrello sporco di inchiostro. Nel 1860 Sir William Herschel, amministratore capo del distretto di Hooghly in Bengala, si servì di tale usanza per migliorare il funzionamento amministrativo britannico che in breve si diffuse in tutto il mondo, permettendo di riconoscere ogni singolo individuo.
In conclusione, Ginzburg sottolinea che il paradigma indiziario possa essere usato non soltanto come forma di controllo sociale sempre più capillare, ma anche per analizzare criticamente l'ideologia dominante. Nonostante sia sempre più difficile sviluppare un approccio sistematico allo studio della società e della cultura, Ginzburg sostiene infatti che "non per questo l'idea di totalità dovrebbe essere abbandonata. Al contrario: l'esistenza di una connessione profonda che spiega i fenomeni superficiali viene ribadita nel momento stesso in cui si afferma che una conoscenza diretta di tale connessione non è possibile". Nella capacità di stabilire connessioni tra fenomeni apparentemente privi di legami risiede quindi per Ginzburg il valore fondamentale di questo metodo nell'ambito delle scienze umane, all'interno del quale "il rigore elastico (...) del paradigma indiziario appare ineliminabile"..

## Edizioni
- "Spie. Radici di un paradigma indiziario", in Aldo Gargani (cur.), Crisi della ragione. Nuovi modelli nel rapporto tra sapere e attività umane, Einaudi, Torino 1979.
- "Spie. Radici di un paradigma indiziario", in id. Miti emblemi spie. Morfologia e storia, Torino, Einaudi, 1986.
- Clues, Myths, and the Historical Method, tradotto da John and Anne C. Tedeschi, Baltimora, Johns Hopkins University Press, 1992.